# La civilización está haciendo masa y no deja oír
 La civilización está haciendo masa y no deja oír  es una película de Argentina filmada en Eastmancolor dirigida por Julio César Ludueña según su propio guion que se estrenó el 25 de abril de 1974 y que tuvo como actores principales a Irma Brandeman,  Juana Bullrich, Carlos del Burgo e Hilda Rey.

## Sinopsis
Las prostitutas de una casa de citas hartas de ser explotadas, deciden rebelarse en contra de sus proxenetas y hacen una huelga.

## Reparto
Colaboraron en la película los siguientes intérpretes:
- Irma Brandeman
- Juana Bullrich
- Carlos del Burgo
- Hilda Rey
- Omar Aniciza
- Vittorio Beri
- Jorge Hayes
- María Elena Oliver
- Valeria Lynch
- Martha Serrano
- Lelio Lesser
- Edgardo Cozarinsky
- Lorenzo Quinteros
- Sara Bonet
- Rolando Revagliatti

## Comentarios
Riz en Mayoría escribió:

”Falló en la realización por falta de oficio, el director, los actores, los técnicos, es decir un fracaso total.”

Juan Carlos Frugone en Clarín dijo:

”Fábula ejemplar, contada con ingenio, desenfado y un sentido urticante.”

La Razón opinó:

”Delirante relato…abundante en alegorías.”

Manrupe y Portela escriben:

”Un asunto que podría haber sido de interés, en uno de los films más curiosos de la época, hoy olvidado.”

Paula Wolkowicz opina:

« De forma alegórica… se vislumbran ciertos núcleos semánticos (la familia como la institución perversa de la sociedad burguesa, la conformación de un espacio totalitario, represivo y asfixiante, el cuerpo como víctima del poder represivo) que dejan en evidencia la fuerte crítica a las instituciones, al poder político de turno y a las hipocresías de una sociedad patriarcal y autoritaria.»